# Droga magistralna A3 (Litwa)
Droga magistralna A3 (lit. Magistralinis kelias A3) – droga magistralna długości 33,99 km. Łączy Wilno z granicą białoruską, gdzie przechodzi w drogę M7 prowadzącą w kierunku Mińska.

## Natężenie ruchu
Dzienne natężenie ruchu wynosi 13 tys. pojazdów w okolicach Wilna oraz około 2800 pojazdów przy granicy z Białorusią.

## Opłaty
Przejazd A3 jest płatny dla samochodów ciężarowych oraz autobusów. Opłatę uiszcza się za pomocą winiety.

## Trasy europejskie
Arteria w całości stanowi fragment trasy europejskiej E28.